# Paolo Milanoli
Paolo Milanoli (Alessandria, 7 dicembre 1969) è un ex schermidore italiano, specializzato nella spada.
Ha vinto la medaglia d'oro nella competizione a squadre della spada alla XXVII Olimpiade di Sydney nel 2000 (in squadra con Angelo Mazzoni, Maurizio Randazzo e Alfredo Rota).

## Palmarès
In carriera ha conseguito i seguenti risultati:
 Giochi olimpici 
Individuale
A squadre
- Oro nella spada a Sydney 2000

 Mondiali 
Individuale
- Oro nella spada a Nîmes 2001

A squadre
- Oro nella spada a Essen 1993
- Bronzo nella spada a Città del Capo 1997

 Mondiali militari 
Individuale
A squadre
- Oro nella spada a Grosseto 2005

Europei
Individuale
- Argento nella spada a Coblenza 2001
- Bronzo nella spada a Cracovia 1994

A squadre
- Oro nella spada a Bolzano 1999
- Bronzo nella spada a Smirne 2006

Giochi mondiali militari
Individuale
- Bronzo nella spada a Zagabria 1999

A squadre
- Bronzo nella spada a Zagabria 1999

 Giochi del Mediterraneo 
Individuale
- Oro nella spada a Tunisi 2001

 Universiadi 
Individuale
- Argento nella spada a Fukuoka 1995

A squadre
 Campionati italiani 
Individuale
A squadre
- Argento nella spada a Conegliano Veneto 2002